# Раково-Боґіне
Раково-Боґіне (пол. Rakowo-Boginie) — село в Польщі, у гміні Пйонтниця Ломжинського повіту Підляського воєводства.
Населення — 198 осіб (2011).
У 1975-1998 роках село належало до Ломжинського воєводства.

## Демографія
Демографічна структура станом на 31 березня 2011 року:
|          | Загалом | Допрацездатний вік | Працездатний вік | Постпрацездатний вік |
| -------- | ------- | ------------------ | ---------------- | -------------------- |
| Чоловіки | 100     | 20                 | 69               | 11                   |
| Жінки    | 98      | 26                 | 54               | 18                   |
| Разом    | 198     | 46                 | 123              | 29                   |